# Tino Conti
Tino Conti, właśc. Costantino Enrico Conti (ur. 26 września 1945 w Nibionno) – włoski kolarz szosowy, brązowy medalista mistrzostw świata.

## Kariera
Największy sukces w karierze Tino Conti osiągnął w 1976 roku, kiedy zdobył brązowy medal w wyścigu ze startu wspólnego podczas mistrzostw świata w Ostuni. W zawodach tych wyprzedził go jedynie Belg Freddy Maertens oraz inny Włoch, Francesco Moser. W tej samej konkurencji zdobył złoty medal na igrzyskach śródziemnomorskich w Tunisie w 1967 roku oraz zajął dziewiąte miejsce wśród amatorów na mistrzostwach świata w Imoli rok później. Ponadto zajął między innymi drugie miejsce w Tour de l’Avenir w 1967 roku i Coppa Agostoni w 1970 roku, wygrał Tre Valli Varesine w 1974 roku, rok później zwyciężył w Giro di Toscana i Gran Premio Industria e Commercio di Prato, a w 1977 roku był najlepszy w Giro della Provincia di Reggio Calabria. Trzykrotnie startował w Giro d’Italia, najlepszy wynik osiągając 1974 roku, kiedy był czwarty w klasyfikacji generalnej. Dwukrotnie brał też udział w Tour de France, ale ani razu go nie ukończył. W 1968 roku wziął udział w wyścigu ze startu wspólnego na igrzyskach olimpijskich w Meksyku, ale nie ukończył rywalizacji. W 1977 roku zakończył karierę.